# Liotrichus ferrugineipennis
Liotrichus ferrugineipennis is een keversoort uit de familie kniptorren (Elateridae). De wetenschappelijke naam van de soort is voor het eerst geldig gepubliceerd in 1879 door Candèze.